# Vama Buzăului
Vama Buzăului (in ungherese Bodzavám, in tedesco Bozauer-Pass) è un comune della Romania di 3321 abitanti, ubicato nel distretto di Brașov, nella regione storica della Transilvania.
Il comune è formato dall'unione di 4 villaggi: Acriș, Buzăiel, Dălghiu, Vama Buzăului.